# مديرية رصد

تعديل مصدري - تعديل

مديرية رصد إحدى مديريات محافظة أبين في اليمن. بلغ عدد سكانها 54825 نسمة عام 2004. مركزها مدينة رصد.

موقع مديرية رصد في محافظة أبين

## التقسيم الإداري

### أحياء المدينة
يوجد في مدينة رصد حي واحد وهو حي رصد.

### العزل
تقسم المديرية إدارياً إلى عزلة واحدة وهي عزلة القارة.